# لوسي ستانيفورث
لوسي إليزابيث ستانيفورث ويلسون (من مواليد 2 أكتوبر 1992) هي لاعبة كرة قدم إنجليزية محترفة تلعب في خط وسط مهاجم نادي أستون فيلا في الدوري الإنجليزي الممتاز للسيدات. والمنتخب الإنجليزي للسيدات. وصفها مارك سامبسون مدرب إنجلترا السابق بأنها "واحدة من أفضل اللاعبين الشباب في أوروبا".